# Drapelul regiunii Midi-Pyrénées

Drapelul regiunii Midi-Pyrénées. Proporția: 2:3

Drapelul regiunii Midi-Pyrénées include crucea occitană galbenă pe fond roșu. A preluat stema fostei provincii Languedoc care a fost moștenită din comitatul de Toulouse.
Este același steag care este folosit de orașul Toulouse pe logo-ul său sau de Consiliul regional Languedoc-Roussillon alături de drapelul catalan. Acest steag este, de asemenea, utilizat pentru a reprezenta întreaga Occitanie.